# Љубичевски мост
Љубичевски мост је друмско-железнички мост преко Велике Мораве између Осипаонице, на територији града Смедерева у Подунавском управном округу и Љубичева, на територији града Пожаревца у Браничевском управном округу.

## Први (друмски) мост
Први мост је био друмски, из 1892. године, када га је Округ Пожаревачки саградио. Због потреба повезивања Пожаревачког Округа и Источне Србије са железничком пругом Велика Плана — Смедерево, дотадашњи мост који је грађен као друмски, морао се преправити и то само горњи део, док су стубови прављени тако да су могли служити и за железницу.
Приликом пробног оптерећења челични друмски мост је попустио. После хаварије извршена је поправка ојачањем челичне конструкције, а мост је у наредном времену послужио сврси, првенствено за превоз робе до железничке станице у Осипаоници, где се пожаревачка роба товарила у вагоне.

## Реконструкција моста
Јуна 1911. године је започета изградња железничке пруге Мала Крсна — Пожаревац, а најзначајнији објекат на њој је био мост преко Мораве. Цела пруга је пројектована на насипу, а поред овог моста на траси је предвиђена изградња неколико мањих мостова с наменом да пропуштају разливене воде приликом поплава. Због изливања реке цео насип је ојачан бетоном са обе стране.
Приликом градње пруге било је потребно друмски гвоздени мост заменити новим друмско–железничким. Стари гвоздени мост је демонтиран и почео изнова да се гради. Посао је радила фирма „Фанта и Ирени” из Прага. Мост је добио сасвим нови изглед. Његови главни носачи сада су били у облику моментне линије, а тај облик је остао да данас. Мост је био дугачак 60 метара, а широк 3 метра. Имао је и пешачку стазу.

## Први светски рат
Градњу моста је прекинуо рат 1912. године, па су радови настављени периодично 1913. и 1914. године. Због избијања Првог светског рата пруга је пуштена у својеврсни „ратни саобраћај“ 15. фебруара 1915. године, али је током ратних операција знатно оштећен.
Почетком октобра 1915. године за време Мекензијеве офанзиве приликом повлачења Српска војска која се повлачила пред надмоћним непријатељем руши Љубичевски мост. Поред моста срушени су сви пропусти, мостови и друга станична постројења на овој прузи. Наредбу за рушење моста издала је команда Дринске дивизије, а мост је минирао резервни поручник Бора Маринковић, инж. из Београда. У току окупације 1916. године Немачка војска је поправила мост за своје потребе, али у том рату мосту није било суђено да преко њега иду возови. Октобра 1918. године приликом повлачења Немци минирају и руше мост.

## Међуратни период
По ослобођењу започиње још једно подизање Љубичевског моста из Мораве, али по њему саобраћај се обавља сасвим полако. Оштећена пруга је поправљена и предата у саобраћај тек децембра 1920. године, али Љубичевски мост и даље остаје „уско грло” на прузи.
Мост је 1923. године био способан за нормални саобраћај. У јесен те године мостом је прошао први воз новоизграђене пруге (Београд)–Топчидер – Мала Kрсна – (Пожаревац), а тиме је успостављена директн железничк веза са Београдом.

## Други светски рат
Љубичевски мост није страдао у краткотрајном Априлском рату 1941. године. Остао је поштеђен поновног рушења. Немачким преузимањем моста изграђена су два велика јака бункера са обе стране који стоје и данас. У јесен 1944. године окупаторска војска се повлачила из источне Србије углавном преко Љубичевског моста. Kако би успорили Совјетске трупе у њиховом наступу према Београду 14. октобра 1944. године, Немачка команда даје наређење за минирање моста и он по трећи пут пада у Мораву.

## Послератни период
Љубичевски мост није могао бити тако брзо оправљен у она оскудна времена. Kао привремено решење изграђен је понтонски мост неких 60 метара низводно, а железнички саобраћај се обављао са два воза, једним до моста, а другим од њега. Путници су преседали, прелазећи Мораву пешице понтонским мостом.

## Модернизација
Мост је грађен и у наредне три године потпуно обновљен за друмски и железнички саобраћај. Приликом  испитивања моста 1981. године утврђено је да он може издржати модернизацију колосека. У то време је ремонтована пруга, мењан је тип шине, повећано осовинско оптерећење колосека, а неки од малих мостова су после регулисања корита реке остали без намене па су замењени бетонским пропустима. Преко моста је 1984. године прошла  електрификација, а са њом и прве електричне локомотиве и возови. Први електро –моторни воз прешао је преко моста пробно 13. октобра 1984. године.